# Papa Bonifácio III
O Papa Bonifácio III foi o 66º Papa, e teve o seu pontificado de 19 de Fevereiro a 12 de Novembro de 607. Filho de João Cataadioce, era romano de nascimento, mas de ascendência grega.
Tinha sido ordenado diácono da Igreja Romana e em 603 foi enviado pelo Papa Gregório I como legado à corte de Constantinopla, onde o seu tacto e prudência parecem ter impressionado o imperador Focas.
Com a morte do papa Sabiniano em fevereiro de 606, Bonifácio foi eleito como sucessor, porém seu regresso de Constantinopla a Roma demorou quase um ano. Debateu-se muito sobre a razão desta longa demora; alguns historiadores opinam que a intenção era permitir que Bonifácio concluísse seu trabalho em Constantinopla, mas a maior parte acha que isto se deveu a problemas em sua eleição. Acredita-se que Bonifácio insistiu em que a eleição papal fosse livre e justa, e que talvez tenha se negado a assumir o cargo pontifício até se convencer de que havia sido assim.
Apesar do seu pontificado curto, teve uma contribuição importante na organização da Igreja católica romana. Assim que assumiu o cargo, convocou um concílio em Roma, em que efetuou duas mudanças importantes na eleição papal:
- Proibiu que em vida de um papa se discutisse sobre sua sucessão, sob pena de excomunhão;
- Estabeleceu que não se poderia tomar medidas para a eleição de um sucessor até pelo menos três dias depois do enterro do papa. Esses três dias de luto se ampliaram a nove em 1741 ("Novendiali"), sob o pontificado de Bonifácio XIV.

Essas medidas indicam que Bonifácio tinha uma séria intenção de manter livres de interferências externas as eleições papais.
Outra ação notável de seu pontificado resultou de suas relações próximas com o imperador Focas. Buscou e obteve um decreto de Focas que restaurou a opinião de que o apóstolo Pedro deveria ser o cabeça de todas as igrejas. Isto assegurou que o título de "Bispo Universal" pertencesse exclusivamente ao bispo de Roma e anulou a intenção do patriarca Ciríaco de Constantinopla de atribuir-se este título. Embora algumas fontes indiquem este fato como evidência de que Bonifácio fundou a Igreja Católica, este decreto simplesmente afirmou uma visão estabelecida muito tempo antes por Justiniano, que havia dado reconhecimento legal à primazia do pontificado romano.
Foi sepultado na Basílica de São Pedro.